# Зденци
Зденци су насељено место и седиште општине у Вировитичко-подравској жупанији, Република Хрватска.

## Историја
Парох зденачки је био 1841. године поп Стефан Раданчевић.
До територијалне реорганизације у Хрватској налазили су се у саставу бивше велике општине Ораховица.

## Становништво
На попису становништва 2011. године, општина Зденци је имала 1.904 становника, од чега у самим Зденцима 930.

## Попис 1991.
На попису становништва 1991. године, насељено место Зденци је имало 1.122 становника, следећег националног састава:
| Попис 1991.‍   | Попис 1991.‍  | Попис 1991.‍ | Попис 1991.‍ | Попис 1991.‍ |
| ------------- | ------------ | ----------- | ----------- | ----------- |
|               |              |             |             |             |
| Хрвати        | Хрвати       |             | 986         | 87,87%      |
| Срби          | Срби         |             | 77          | 6,86%       |
| Југословени   | Југословени  |             | 31          | 2,76%       |
| Мађари        | Мађари       |             | 5           | 0,44%       |
| Албанци       | Албанци      |             | 4           | 0,35%       |
| остали        | остали       |             | 1           | 0,08%       |
| неопредељени  | неопредељени |             | 10          | 0,89%       |
| регион. опр.  | регион. опр. |             | 2           | 0,17%       |
| непознато     | непознато    |             | 6           | 0,53%       |
| укупно: 1.122 |              |             |             |             |

## Познате личности
- Антонио Рукавина

## Спорт
- НК Слога Зденци